# Aeroportul Timbiqui
Aeroportul Timbiqui (IATA: TBD, ICAO: SKMB) este un aeroport din Departamentul Cauca, Columbia ce deservește zona Timbiquí⁠(d). Aeroportul a fost tranzitat în 2022 de 4.060 de pasageri.
Situat la o altitudine de 57 m, aeroportul dispune de 1 pistă.

## Infrastructură

### Piste
Aeroportul dispune de o singură pistă. Pista 16/34 are suprafața de Iarbă și dimensiunile 1.300 m × 12 m. 